# Ana Patrícia Ramos
Ana Patrícia Ramos, född 29 september 1997 i Aracaju, Brasilien, är en beachvolleyspelare.
Hon tog guld vid ungdoms-OS 2014 tillsammans med Eduarda Santos Lisboa. De vann även U21-VM 2016 och 2017 tillsammans. Därefter följde några år då de gick skilda vägar och Ramos spelade med främst Rebecca Cavalcante. De spelade först tillsammans i brasilianska mästerskapet och senare i FIVB Beach Volleyball World Tour. Ramos spelar åter tillsammans med Eduarda Santos Lisboas sedan 2022. De bägge har vunnit VM 2022 och tagit silver vid VM 2023 samt vunnit panamerikanska spelen 2023.
Tillsammans vann Ramos och Lisboa guld vid olympiska sommarspelen 2024, 10 år efter att de vann ungdoms-OS.